# 1787 Chiny
1787 Chiny este un asteroid din centura principală, descoperit pe 19 septembrie 1950, de Sylvain Arend.